# Pula (Olaszország)
Pula település Olaszországban, Szardínia régióban, Cagliari megyében. Lakosainak száma 7125 fő (2023. január 1.). Pula Sarroch, Domus de Maria, Teulada, Villa San Pietro és Santadi községekkel határos.

## Népesség
A település lakossága az elmúlt években az alábbi módon változott:
| Lakosok száma | 7356 | 7338 | 7125 |
|               | 2017 | 2018 | 2023 |